# 1652
Portal Geschichte | Portal Biografien | Aktuelle Ereignisse | Jahreskalender | Tagesartikel

◄ |
16. Jahrhundert |
17. Jahrhundert
| 18. Jahrhundert | ►

◄ |
1620er |
1630er |
1640er |
1650er
| 1660er | 1670er | 1680er | ►

◄◄ |
◄ |
1648 |
1649 |
1650 |
1651 |
1652
| 1653 | 1654 | 1655 | 1656 | ► | ►►
Staatsoberhäupter  · Nekrolog   · Musikjahr
| Januar | Januar | Januar | Januar | Januar | Januar | Januar | Januar |
| Kw     | Mo     | Di     | Mi     | Do     | Fr     | Sa     | So     |
| ------ | ------ | ------ | ------ | ------ | ------ | ------ | ------ |
| 1      | 1      | 2      | 3      | 4      | 5      | 6      | 7      |
| 2      | 8      | 9      | 10     | 11     | 12     | 13     | 14     |
| 3      | 15     | 16     | 17     | 18     | 19     | 20     | 21     |
| 4      | 22     | 23     | 24     | 25     | 26     | 27     | 28     |
| 5      | 29     | 30     | 31     |        |        |        |        |

| Februar | Februar | Februar | Februar | Februar | Februar | Februar | Februar |
| Kw      | Mo      | Di      | Mi      | Do      | Fr      | Sa      | So      |
| ------- | ------- | ------- | ------- | ------- | ------- | ------- | ------- |
| 5       |         |         |         | 1       | 2       | 3       | 4       |
| 6       | 5       | 6       | 7       | 8       | 9       | 10      | 11      |
| 7       | 12      | 13      | 14      | 15      | 16      | 17      | 18      |
| 8       | 19      | 20      | 21      | 22      | 23      | 24      | 25      |
| 9       | 26      | 27      | 28      | 29      |         |         |         |

| März | März | März | März | März | März | März | März |
| Kw   | Mo   | Di   | Mi   | Do   | Fr   | Sa   | So   |
| ---- | ---- | ---- | ---- | ---- | ---- | ---- | ---- |
| 9    |      |      |      |      | 1    | 2    | 3    |
| 10   | 4    | 5    | 6    | 7    | 8    | 9    | 10   |
| 11   | 11   | 12   | 13   | 14   | 15   | 16   | 17   |
| 12   | 18   | 19   | 20   | 21   | 22   | 23   | 24   |
| 13   | 25   | 26   | 27   | 28   | 29   | 30   | 31   |

| April | April | April | April | April | April | April | April |
| Kw    | Mo    | Di    | Mi    | Do    | Fr    | Sa    | So    |
| ----- | ----- | ----- | ----- | ----- | ----- | ----- | ----- |
| 14    | 1     | 2     | 3     | 4     | 5     | 6     | 7     |
| 15    | 8     | 9     | 10    | 11    | 12    | 13    | 14    |
| 16    | 15    | 16    | 17    | 18    | 19    | 20    | 21    |
| 17    | 22    | 23    | 24    | 25    | 26    | 27    | 28    |
| 18    | 29    | 30    |       |       |       |       |       |

| Mai | Mai | Mai | Mai | Mai | Mai | Mai | Mai |
| Kw  | Mo  | Di  | Mi  | Do  | Fr  | Sa  | So  |
| --- | --- | --- | --- | --- | --- | --- | --- |
| 18  |     |     | 1   | 2   | 3   | 4   | 5   |
| 19  | 6   | 7   | 8   | 9   | 10  | 11  | 12  |
| 20  | 13  | 14  | 15  | 16  | 17  | 18  | 19  |
| 21  | 20  | 21  | 22  | 23  | 24  | 25  | 26  |
| 22  | 27  | 28  | 29  | 30  | 31  |     |     |

| Juni | Juni | Juni | Juni | Juni | Juni | Juni | Juni |
| Kw   | Mo   | Di   | Mi   | Do   | Fr   | Sa   | So   |
| ---- | ---- | ---- | ---- | ---- | ---- | ---- | ---- |
| 22   |      |      |      |      |      | 1    | 2    |
| 23   | 3    | 4    | 5    | 6    | 7    | 8    | 9    |
| 24   | 10   | 11   | 12   | 13   | 14   | 15   | 16   |
| 25   | 17   | 18   | 19   | 20   | 21   | 22   | 23   |
| 26   | 24   | 25   | 26   | 27   | 28   | 29   | 30   |

| Juli | Juli | Juli | Juli | Juli | Juli | Juli | Juli |
| Kw   | Mo   | Di   | Mi   | Do   | Fr   | Sa   | So   |
| ---- | ---- | ---- | ---- | ---- | ---- | ---- | ---- |
| 27   | 1    | 2    | 3    | 4    | 5    | 6    | 7    |
| 28   | 8    | 9    | 10   | 11   | 12   | 13   | 14   |
| 29   | 15   | 16   | 17   | 18   | 19   | 20   | 21   |
| 30   | 22   | 23   | 24   | 25   | 26   | 27   | 28   |
| 31   | 29   | 30   | 31   |      |      |      |      |

| August | August | August | August | August | August | August | August |
| Kw     | Mo     | Di     | Mi     | Do     | Fr     | Sa     | So     |
| ------ | ------ | ------ | ------ | ------ | ------ | ------ | ------ |
| 31     |        |        |        | 1      | 2      | 3      | 4      |
| 32     | 5      | 6      | 7      | 8      | 9      | 10     | 11     |
| 33     | 12     | 13     | 14     | 15     | 16     | 17     | 18     |
| 34     | 19     | 20     | 21     | 22     | 23     | 24     | 25     |
| 35     | 26     | 27     | 28     | 29     | 30     | 31     |        |

| September | September | September | September | September | September | September | September |
| Kw        | Mo        | Di        | Mi        | Do        | Fr        | Sa        | So        |
| --------- | --------- | --------- | --------- | --------- | --------- | --------- | --------- |
| 35        |           |           |           |           |           |           | 1         |
| 36        | 2         | 3         | 4         | 5         | 6         | 7         | 8         |
| 37        | 9         | 10        | 11        | 12        | 13        | 14        | 15        |
| 38        | 16        | 17        | 18        | 19        | 20        | 21        | 22        |
| 39        | 23        | 24        | 25        | 26        | 27        | 28        | 29        |
| 40        | 30        |           |           |           |           |           |           |

| Oktober | Oktober | Oktober | Oktober | Oktober | Oktober | Oktober | Oktober |
| Kw      | Mo      | Di      | Mi      | Do      | Fr      | Sa      | So      |
| ------- | ------- | ------- | ------- | ------- | ------- | ------- | ------- |
| 40      |         | 1       | 2       | 3       | 4       | 5       | 6       |
| 41      | 7       | 8       | 9       | 10      | 11      | 12      | 13      |
| 42      | 14      | 15      | 16      | 17      | 18      | 19      | 20      |
| 43      | 21      | 22      | 23      | 24      | 25      | 26      | 27      |
| 44      | 28      | 29      | 30      | 31      |         |         |         |

| November | November | November | November | November | November | November | November |
| Kw       | Mo       | Di       | Mi       | Do       | Fr       | Sa       | So       |
| -------- | -------- | -------- | -------- | -------- | -------- | -------- | -------- |
| 44       |          |          |          |          | 1        | 2        | 3        |
| 45       | 4        | 5        | 6        | 7        | 8        | 9        | 10       |
| 46       | 11       | 12       | 13       | 14       | 15       | 16       | 17       |
| 47       | 18       | 19       | 20       | 21       | 22       | 23       | 24       |
| 48       | 25       | 26       | 27       | 28       | 29       | 30       |          |

| Dezember | Dezember | Dezember | Dezember | Dezember | Dezember | Dezember | Dezember |
| Kw       | Mo       | Di       | Mi       | Do       | Fr       | Sa       | So       |
| -------- | -------- | -------- | -------- | -------- | -------- | -------- | -------- |
| 48       |          |          |          |          |          |          | 1        |
| 49       | 2        | 3        | 4        | 5        | 6        | 7        | 8        |
| 50       | 9        | 10       | 11       | 12       | 13       | 14       | 15       |
| 51       | 16       | 17       | 18       | 19       | 20       | 21       | 22       |
| 52       | 23       | 24       | 25       | 26       | 27       | 28       | 29       |
| 1        | 30       | 31       |          |          |          |          |          |

| Januar | Januar | Januar | Januar | Januar | Januar | Januar | Januar |
| Kw     | Mo     | Di     | Mi     | Do     | Fr     | Sa     | So     |
| ------ | ------ | ------ | ------ | ------ | ------ | ------ | ------ |
| 1      | 1      | 2      | 3      | 4      | 5      | 6      | 7      |
| 2      | 8      | 9      | 10     | 11     | 12     | 13     | 14     |
| 3      | 15     | 16     | 17     | 18     | 19     | 20     | 21     |
| 4      | 22     | 23     | 24     | 25     | 26     | 27     | 28     |
| 5      | 29     | 30     | 31     |        |        |        |        |

| Februar | Februar | Februar | Februar | Februar | Februar | Februar | Februar |
| Kw      | Mo      | Di      | Mi      | Do      | Fr      | Sa      | So      |
| ------- | ------- | ------- | ------- | ------- | ------- | ------- | ------- |
| 5       |         |         |         | 1       | 2       | 3       | 4       |
| 6       | 5       | 6       | 7       | 8       | 9       | 10      | 11      |
| 7       | 12      | 13      | 14      | 15      | 16      | 17      | 18      |
| 8       | 19      | 20      | 21      | 22      | 23      | 24      | 25      |
| 9       | 26      | 27      | 28      | 29      |         |         |         |

| März | März | März | März | März | März | März | März |
| Kw   | Mo   | Di   | Mi   | Do   | Fr   | Sa   | So   |
| ---- | ---- | ---- | ---- | ---- | ---- | ---- | ---- |
| 9    |      |      |      |      | 1    | 2    | 3    |
| 10   | 4    | 5    | 6    | 7    | 8    | 9    | 10   |
| 11   | 11   | 12   | 13   | 14   | 15   | 16   | 17   |
| 12   | 18   | 19   | 20   | 21   | 22   | 23   | 24   |
| 13   | 25   | 26   | 27   | 28   | 29   | 30   | 31   |

| April | April | April | April | April | April | April | April |
| Kw    | Mo    | Di    | Mi    | Do    | Fr    | Sa    | So    |
| ----- | ----- | ----- | ----- | ----- | ----- | ----- | ----- |
| 14    | 1     | 2     | 3     | 4     | 5     | 6     | 7     |
| 15    | 8     | 9     | 10    | 11    | 12    | 13    | 14    |
| 16    | 15    | 16    | 17    | 18    | 19    | 20    | 21    |
| 17    | 22    | 23    | 24    | 25    | 26    | 27    | 28    |
| 18    | 29    | 30    |       |       |       |       |       |

| Mai | Mai | Mai | Mai | Mai | Mai | Mai | Mai |
| Kw  | Mo  | Di  | Mi  | Do  | Fr  | Sa  | So  |
| --- | --- | --- | --- | --- | --- | --- | --- |
| 18  |     |     | 1   | 2   | 3   | 4   | 5   |
| 19  | 6   | 7   | 8   | 9   | 10  | 11  | 12  |
| 20  | 13  | 14  | 15  | 16  | 17  | 18  | 19  |
| 21  | 20  | 21  | 22  | 23  | 24  | 25  | 26  |
| 22  | 27  | 28  | 29  | 30  | 31  |     |     |

| Juni | Juni | Juni | Juni | Juni | Juni | Juni | Juni |
| Kw   | Mo   | Di   | Mi   | Do   | Fr   | Sa   | So   |
| ---- | ---- | ---- | ---- | ---- | ---- | ---- | ---- |
| 22   |      |      |      |      |      | 1    | 2    |
| 23   | 3    | 4    | 5    | 6    | 7    | 8    | 9    |
| 24   | 10   | 11   | 12   | 13   | 14   | 15   | 16   |
| 25   | 17   | 18   | 19   | 20   | 21   | 22   | 23   |
| 26   | 24   | 25   | 26   | 27   | 28   | 29   | 30   |

| Juli | Juli | Juli | Juli | Juli | Juli | Juli | Juli |
| Kw   | Mo   | Di   | Mi   | Do   | Fr   | Sa   | So   |
| ---- | ---- | ---- | ---- | ---- | ---- | ---- | ---- |
| 27   | 1    | 2    | 3    | 4    | 5    | 6    | 7    |
| 28   | 8    | 9    | 10   | 11   | 12   | 13   | 14   |
| 29   | 15   | 16   | 17   | 18   | 19   | 20   | 21   |
| 30   | 22   | 23   | 24   | 25   | 26   | 27   | 28   |
| 31   | 29   | 30   | 31   |      |      |      |      |

| August | August | August | August | August | August | August | August |
| Kw     | Mo     | Di     | Mi     | Do     | Fr     | Sa     | So     |
| ------ | ------ | ------ | ------ | ------ | ------ | ------ | ------ |
| 31     |        |        |        | 1      | 2      | 3      | 4      |
| 32     | 5      | 6      | 7      | 8      | 9      | 10     | 11     |
| 33     | 12     | 13     | 14     | 15     | 16     | 17     | 18     |
| 34     | 19     | 20     | 21     | 22     | 23     | 24     | 25     |
| 35     | 26     | 27     | 28     | 29     | 30     | 31     |        |

| September | September | September | September | September | September | September | September |
| Kw        | Mo        | Di        | Mi        | Do        | Fr        | Sa        | So        |
| --------- | --------- | --------- | --------- | --------- | --------- | --------- | --------- |
| 35        |           |           |           |           |           |           | 1         |
| 36        | 2         | 3         | 4         | 5         | 6         | 7         | 8         |
| 37        | 9         | 10        | 11        | 12        | 13        | 14        | 15        |
| 38        | 16        | 17        | 18        | 19        | 20        | 21        | 22        |
| 39        | 23        | 24        | 25        | 26        | 27        | 28        | 29        |
| 40        | 30        |           |           |           |           |           |           |

| Oktober | Oktober | Oktober | Oktober | Oktober | Oktober | Oktober | Oktober |
| Kw      | Mo      | Di      | Mi      | Do      | Fr      | Sa      | So      |
| ------- | ------- | ------- | ------- | ------- | ------- | ------- | ------- |
| 40      |         | 1       | 2       | 3       | 4       | 5       | 6       |
| 41      | 7       | 8       | 9       | 10      | 11      | 12      | 13      |
| 42      | 14      | 15      | 16      | 17      | 18      | 19      | 20      |
| 43      | 21      | 22      | 23      | 24      | 25      | 26      | 27      |
| 44      | 28      | 29      | 30      | 31      |         |         |         |

| November | November | November | November | November | November | November | November |
| Kw       | Mo       | Di       | Mi       | Do       | Fr       | Sa       | So       |
| -------- | -------- | -------- | -------- | -------- | -------- | -------- | -------- |
| 44       |          |          |          |          | 1        | 2        | 3        |
| 45       | 4        | 5        | 6        | 7        | 8        | 9        | 10       |
| 46       | 11       | 12       | 13       | 14       | 15       | 16       | 17       |
| 47       | 18       | 19       | 20       | 21       | 22       | 23       | 24       |
| 48       | 25       | 26       | 27       | 28       | 29       | 30       |          |

| Dezember | Dezember | Dezember | Dezember | Dezember | Dezember | Dezember | Dezember |
| Kw       | Mo       | Di       | Mi       | Do       | Fr       | Sa       | So       |
| -------- | -------- | -------- | -------- | -------- | -------- | -------- | -------- |
| 48       |          |          |          |          |          |          | 1        |
| 49       | 2        | 3        | 4        | 5        | 6        | 7        | 8        |
| 50       | 9        | 10       | 11       | 12       | 13       | 14       | 15       |
| 51       | 16       | 17       | 18       | 19       | 20       | 21       | 22       |
| 52       | 23       | 24       | 25       | 26       | 27       | 28       | 29       |
| 1        | 30       | 31       |          |          |          |          |          |

## Ereignisse

### Politik und Weltgeschehen

#### Englisch-Niederländischer Krieg
- 29. Mai: Die Seeschlacht bei Dover zwischen den Flotten des Commonwealth von England und der Vereinigten Provinzen der Niederlande ist der Auftakt zum Ersten Englisch-Niederländischen Seekrieg. Es gibt keinen Gewinner in der Schlacht.
- 26. August: Im Ersten Englisch-Niederländischen Seekrieg siegen die Holländer unter Admiral Michiel de Ruyter in der Seeschlacht bei Plymouth über eine englische Flotte unter dem Befehl von George Ayscue, dem anschließend das Kommando genommen wird.
- 6. September: In der Seeschlacht bei Elba treffen im ersten Englisch-Niederländischen Krieg Schiffe beider Seiten aufeinander. Die Niederländer können unter Verlusten ein englisches Schiff erobern.
- 8. Oktober: Im Ersten Englisch-Niederländischen Seekrieg wehren die Briten einen Angriff der Holländer in der Seeschlacht bei Kentish Knock nahe der Themsemündung ab. Die schweren gegnerischen Verluste lassen hinterher das englische Parlament ein Geschwader von 20 Schiffen in das Mittelmeer entsenden, was sich im weiteren Kriegsverlauf als fatal erweisen wird.
- 10. Dezember: Die Seeschlacht bei Dungeness im Ersten Englisch-Niederländischen Krieg bringt den Niederlanden einen Sieg und damit die Herrschaft über den Ärmelkanal ein, die englischen Kriegsschiffe ziehen sich am Tagesende zurück.

#### England / Irland
- Mai: Die Belagerung von Galway im Zuge der Rückeroberung Irlands durch Oliver Cromwell endet mit der Eroberung der irischen Stadt durch die englischen Parlamentstruppen.

#### Polen-Litauen

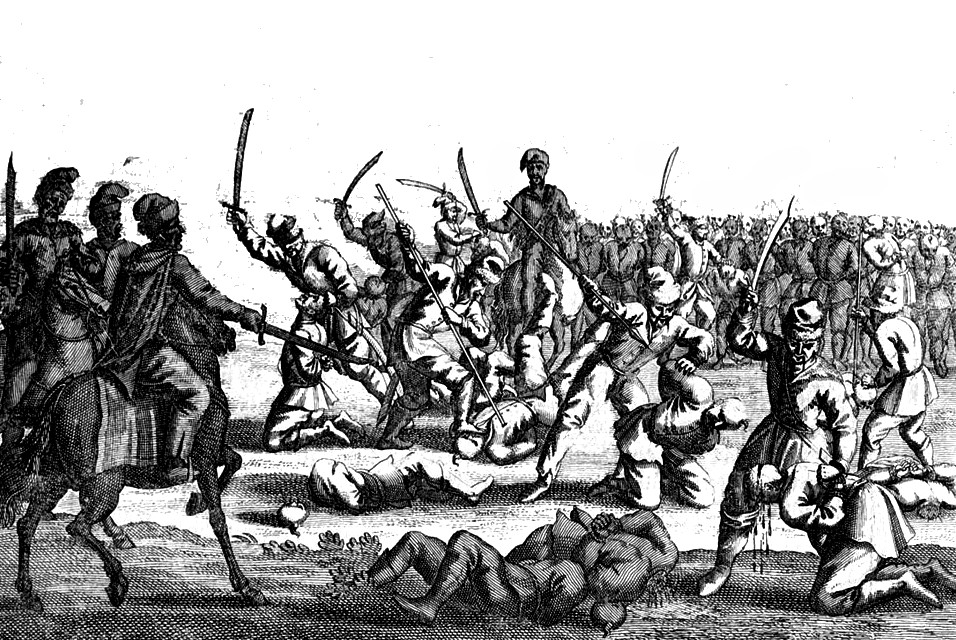
Massaker der Kosaken an den polnischen Gefangenen nach der Schlacht von Batoh

- Juni: In der Schlacht bei Batoh im Zuge des Chmelnyzkyj-Aufstand gegen die Herrschaft Polens in der Ukraine besiegen die Saporoger Kosaken unter der Führung von Bohdan Chmelnyzkyj im Bund mit dem Krim-Khanat bei Batoh nahe der Ortschaft Tschetwertyniwka in der Oblast Winnyzja die Truppen Polen-Litauens unter der Führung von Kronhetman Marcin Kalinowski. Sie nehmen bis zu 8.000 Gefangene, die nach der Schlacht massakriert werden. Unter den Opfern des Massakers befinden sich die Militärkommandeure Samuel Jerzy Kalinowski, Zygmunt Przyjemski, Jan Odrzywolski und Marek Sobieski. Dadurch werden die besten Einheiten der polnischen Krone vernichtet. Obwohl die Verluste der polnischen Armee in den Folgejahren rasch ersetzt werden, wiegt der Verlust der erfahrensten Militärkommandeure und Militäreinheiten schwer. Durch die Niederlage bedingt, verliert Polen zeitlich begrenzt die militärische Kontrolle über weite Teile der Ukraine und ermöglicht seinen Feinden Russland und Schweden zu kraftvollen Offensiven gegen das Königreich Polen-Litauen überzugehen.
- In Polen wird das Liberum Veto (Vetorecht der Abgeordneten des Sejms) das erste Mal eingesetzt.

#### Heiliges Römisches Reich
- 12. März: Karl Kaspar von der Leyen wird Erzbischof von Trier und damit gleichzeitig Kurfürst. Er folgt dem verstorbenen Philipp Christoph von Sötern.
- 28. August: Mit einer List erobern sieben Soldaten des Fürstbischofs von Münster die seit 1634 von den Oraniern besetzte Burg Bevergern zurück.

##### Brandenburg-Preußen
- Der (Wieder-)Einzug des Kurfürstenpaares Friedrich Wilhelms und Luise Henriette von Oranien in das wieder hergerichtete Berliner Stadtschloss bedeutete die endgültige Rückverlegung des Hofes von Kleve nach Berlin.
- Januar: nach dem erfolgten Umbau des alten Landsitzes Schloss Bötzow zu einem prächtigen Barockschloss mit holländischem Park im Vorjahr, erfolgt die Umbenennung von Ort und Schloss zu Ehren der Oraniertochter, Kurfürstin Luise Henriette in Oranienburg.

#### Frankreich
- 19. Dezember: Frankreichs König Ludwig XIV. lässt den Kardinal de Retz wegen seiner Einmischungen in die Tagespolitik verhaften und im Staatsgefängnis im Donjon von Vincennes gefangen setzen.

#### Malta

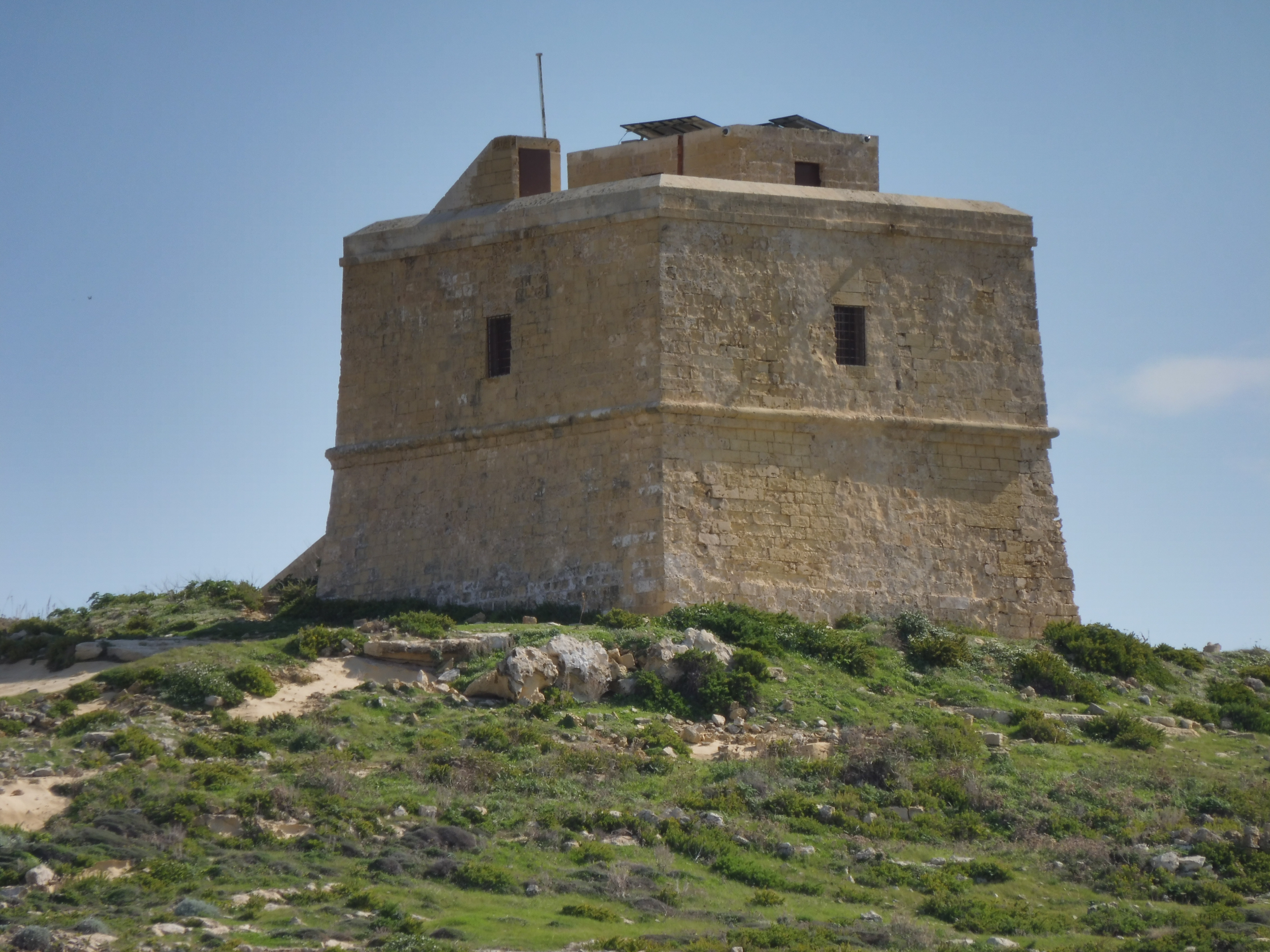
Dwejra Tower (Seeseite)

- Unter Großmeister Jean de Lascaris-Castellar wird auf Gozo mit dem Dwejra Tower der letzte der sogenannten Lascaris Towers zur Befestigung Maltas errichtet.

#### Afrika

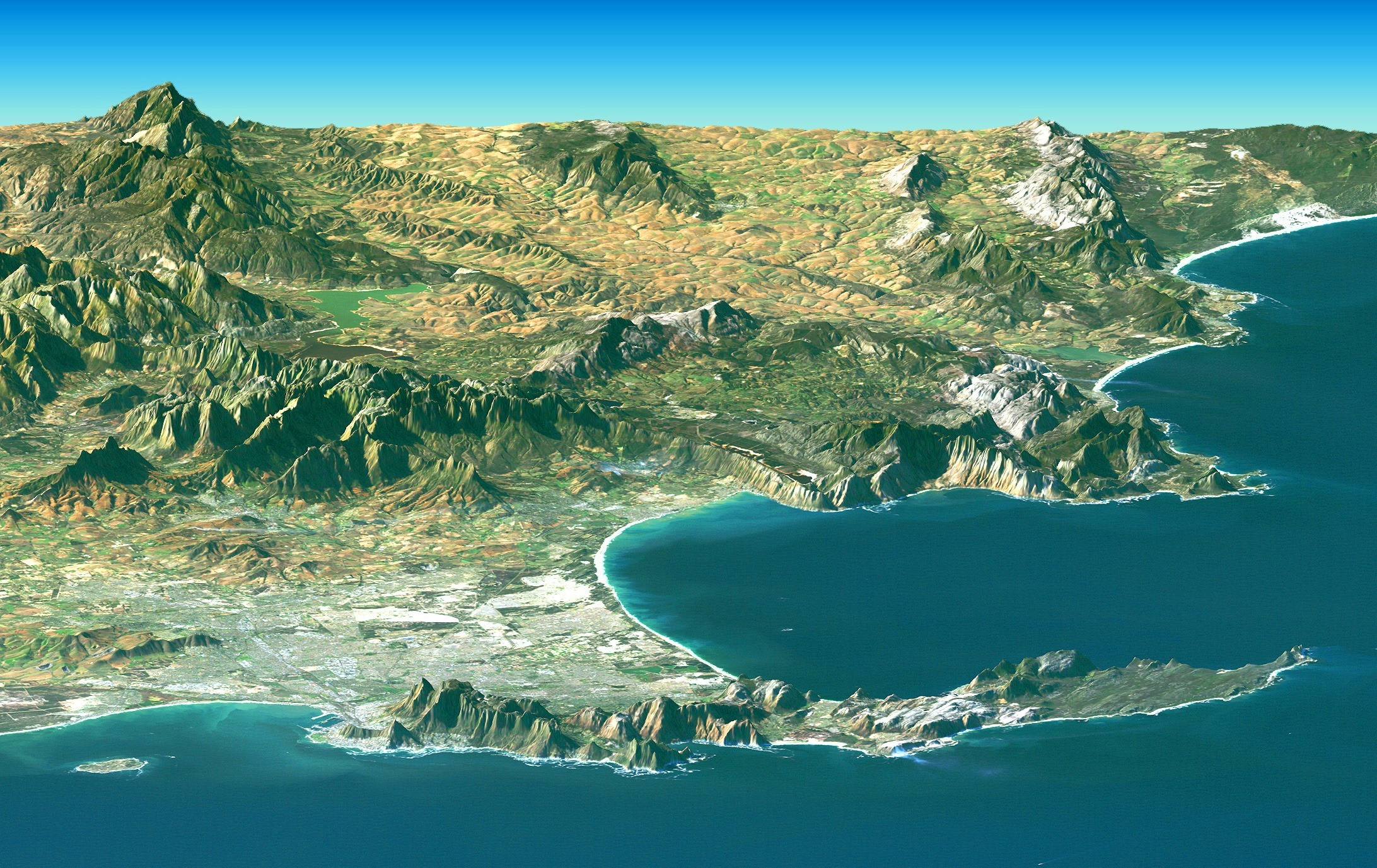
Kap-Halbinsel und Tafelbucht (li.) mit der Insel Robben Island

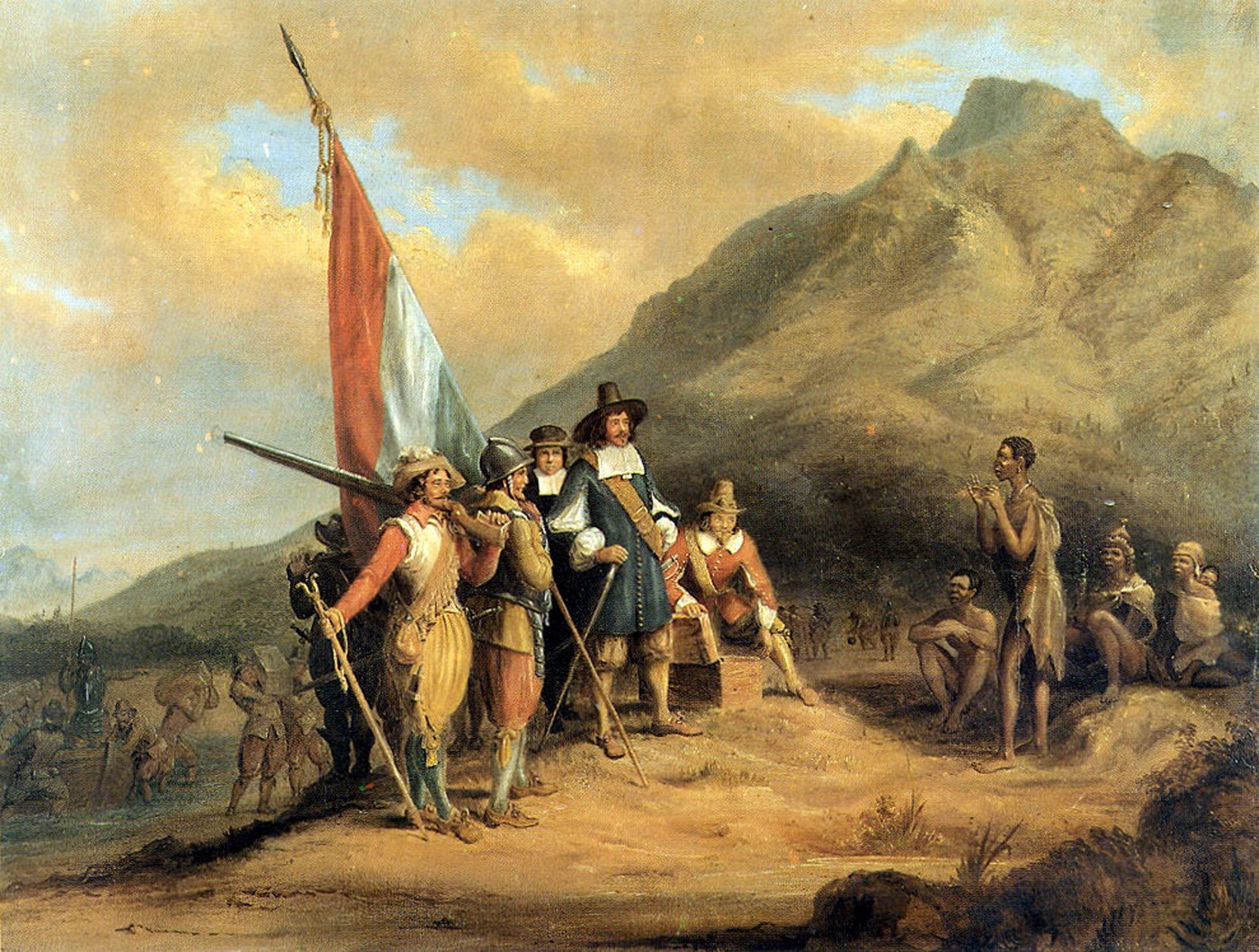
Die Landung des Jan van Riebeeck
Historisierendes Gemälde von Charles Bell (1813–1882)

- 6. April: Kapkolonie: Jan van Riebeeck geht in der Tafelbucht an Land und errichtet im Auftrag der Niederländischen Ostindien-Kompanie mit niederländischen Siedlern ein Fort. Schon bald entwickelt sich daraus Kapstadt als Versorgungsstation für Segelschiffe am Kap der Guten Hoffnung auf ihrer Handelsroute nach Südostasien.
- Die Niederländer errichten in der Nähe der 1637 von ihnen eroberten Festung Elmina das Fort Coenraadsburg.

#### Amerika
- Barbados wird britische Kronkolonie.

### Wissenschaft und Technik
- 1. Januar: In Schweinfurt wird im Zwinger des Brückentores von den Ärzten Johann Lorenz Bausch, Johann Michael Fehr, Georg Balthasar Metzger und Georg Balthasar Wohlfahrt die private Gesellschaft Academia Naturae Curiosorum, die älteste naturwissenschaftlich-medizinische Gelehrtengesellschaft in Deutschland und heute die älteste dauerhaft existierende naturforschende Akademie der Welt, gegründet.
- 17. Dezember: Jan van Riebeeck ist der erste Europäer, der von südafrikanischem Boden aus einen Kometen beobachtet.

### Kultur

#### Architektur und Bildende Kunst

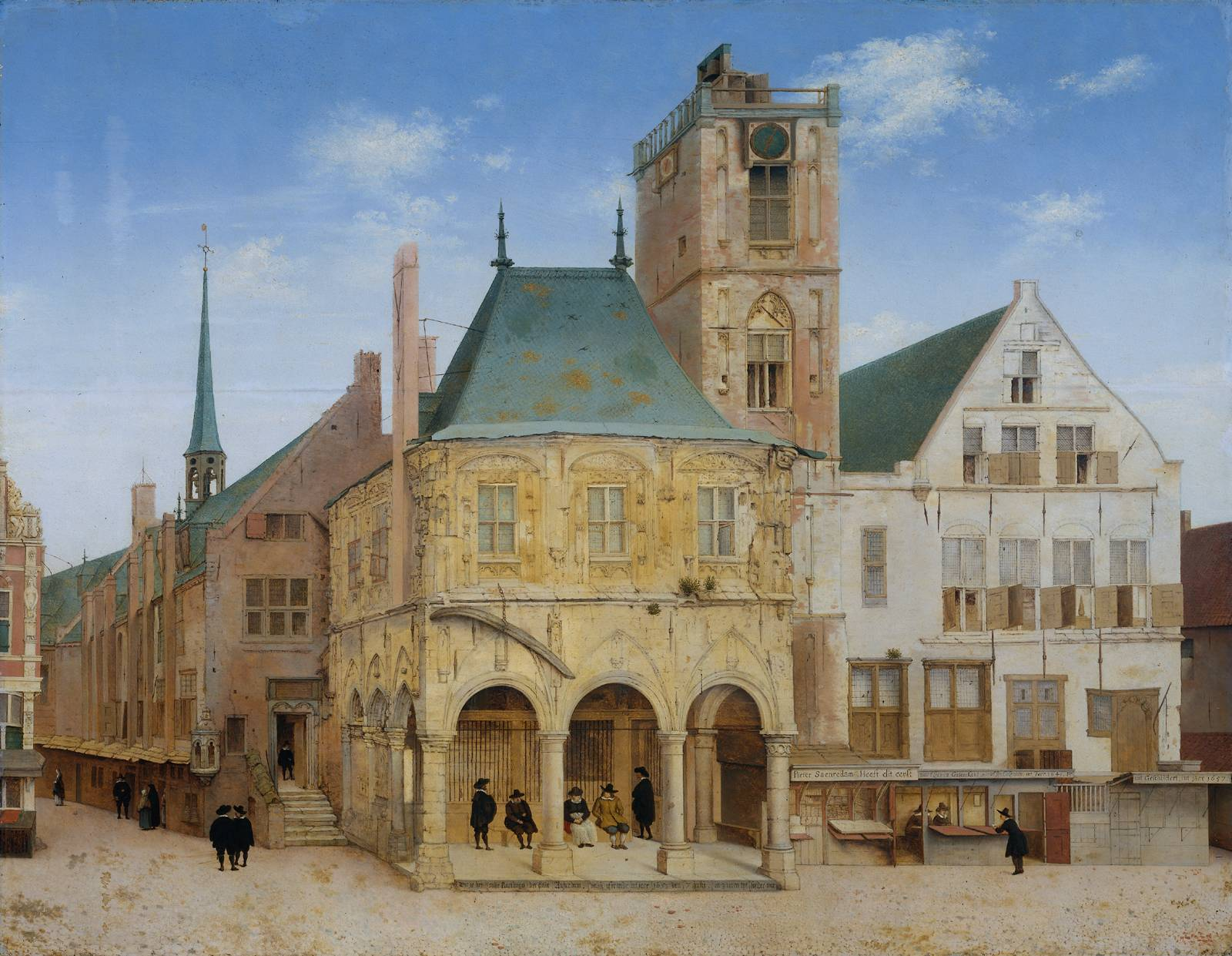
Das alte gotische Rathaus

- Das alte gotische Rathaus von Amsterdam brennt ab. Der Neubau des Paleis op de Dam ist zu diesem Zeitpunkt noch nicht fertiggestellt.

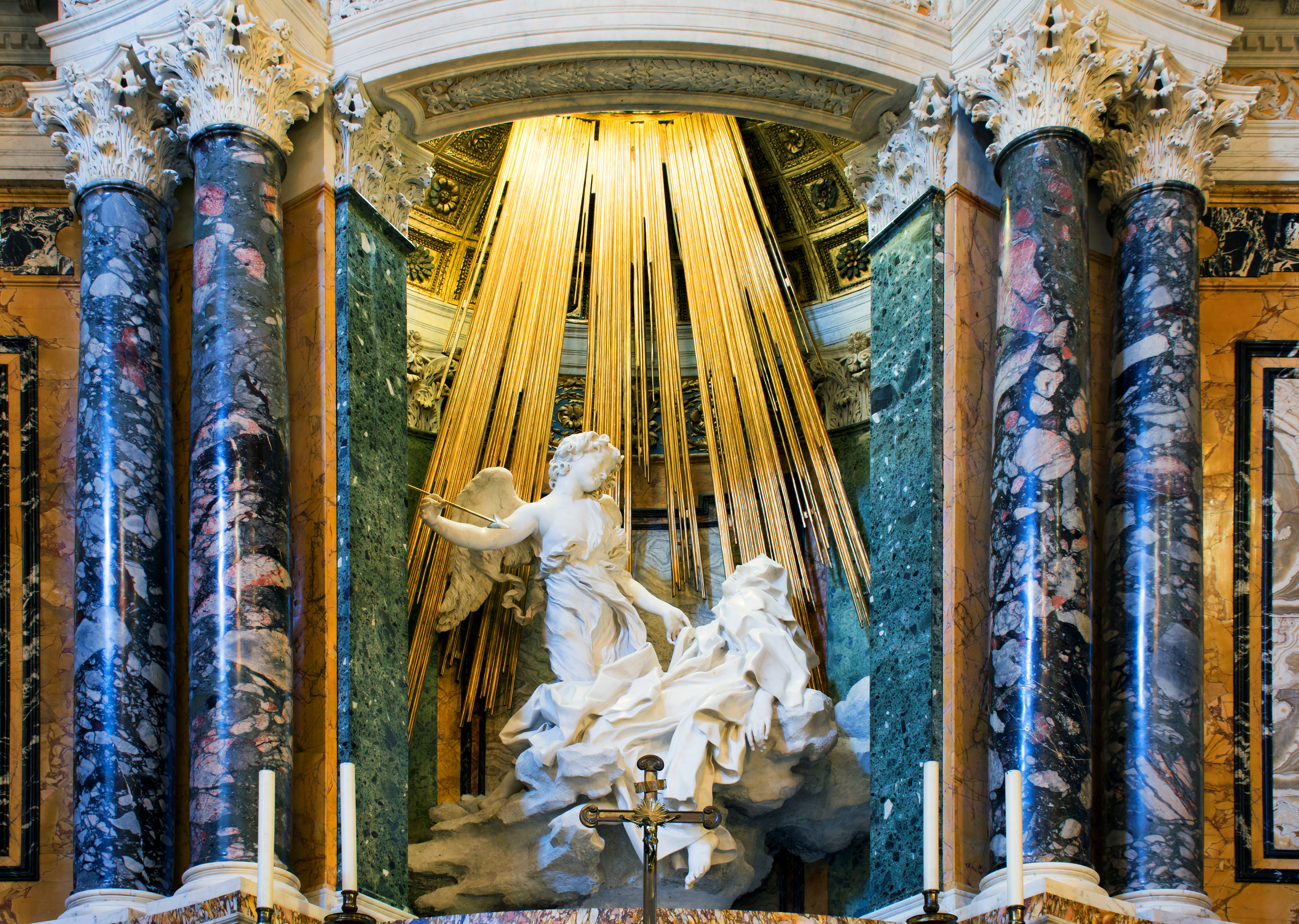
Die Verzückung der Heiligen Theresa

- Giovanni Lorenzo Bernini vollendet die Frontalplastik Verzückung der Heiligen Theresa.

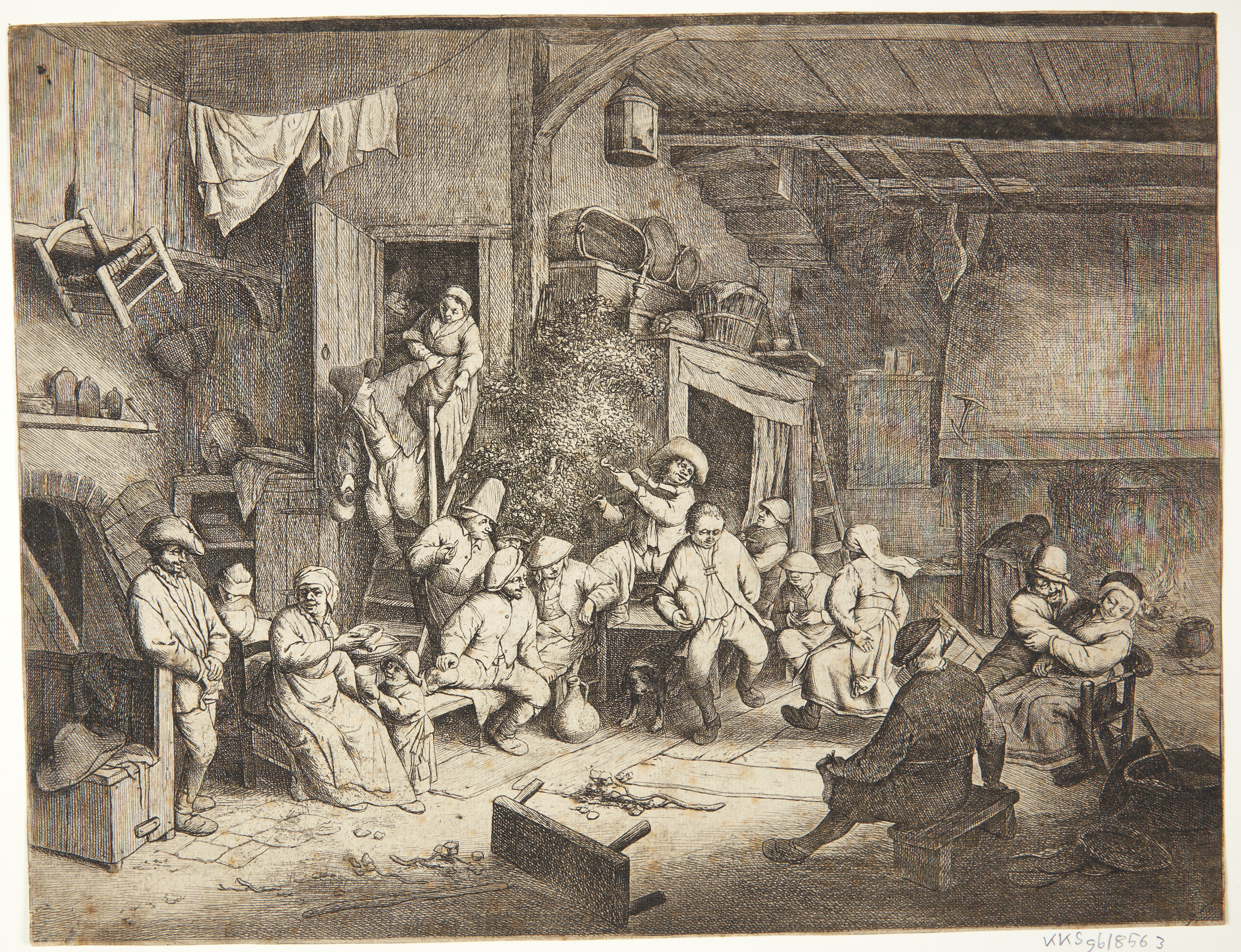
Der Tanz im Wirtshaus

- Adriaen van Ostade: Radierung Der Tanz im Wirtshaus

#### Musik und Theater
- 17. Januar: Uraufführung des Dramas Eritrea von Francesco Cavalli in Venedig
- 21. Dezember: Uraufführung des Dramas Veremonda, l'amazzone di Aragona von Francesco Cavalli im Palazzo Reale in Neapel

### Religion
- 30. Juli: Die Kaisersteinbrucher Kirche wird durch Abt Michael Schnabel vom Stift Heiligenkreuz geweiht.

## Historische Karten und Ansichten

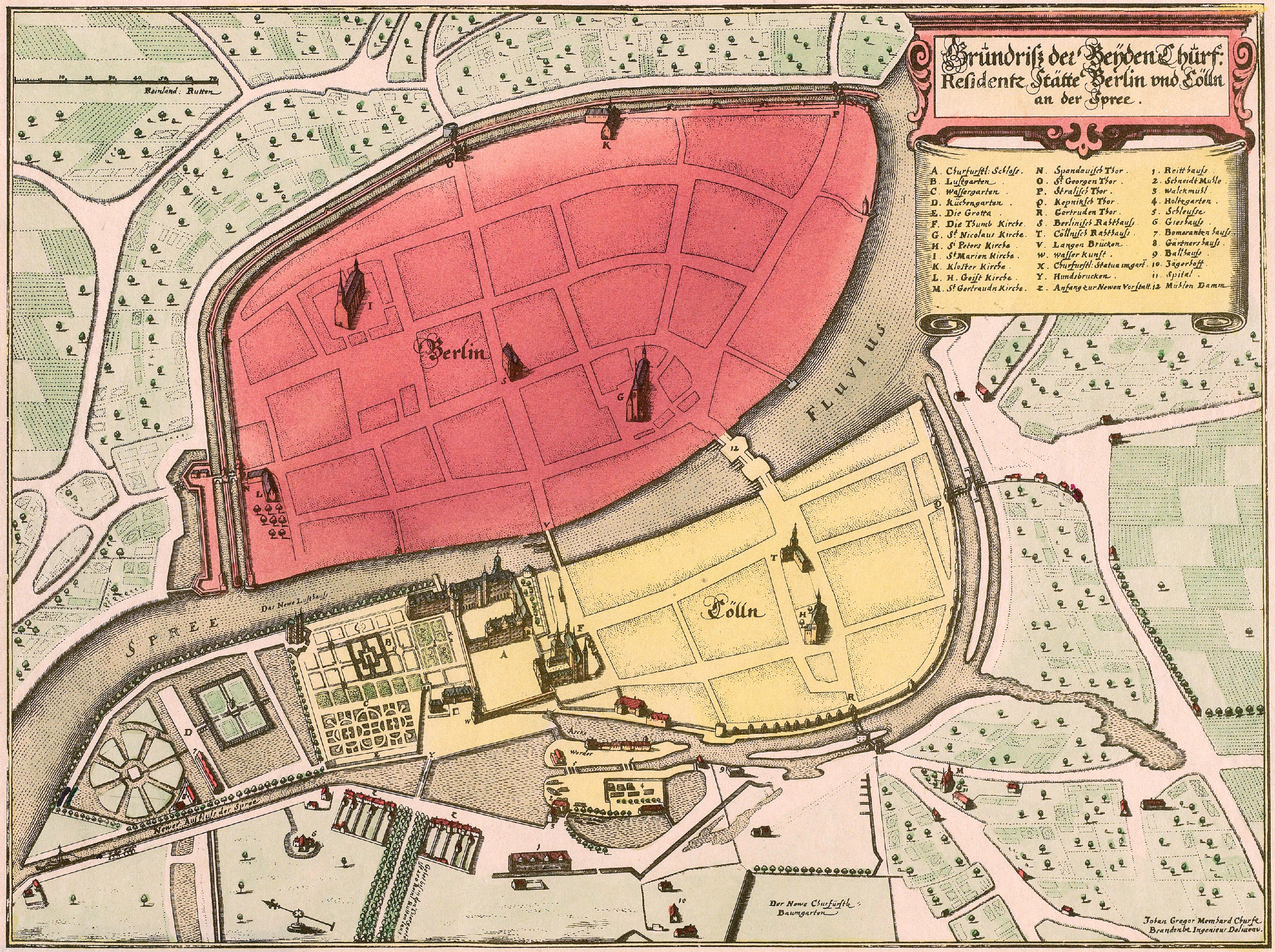
Plan von Berlin und Cölln von Johann Gregor Memhardt 1652 (Nordosten oben)
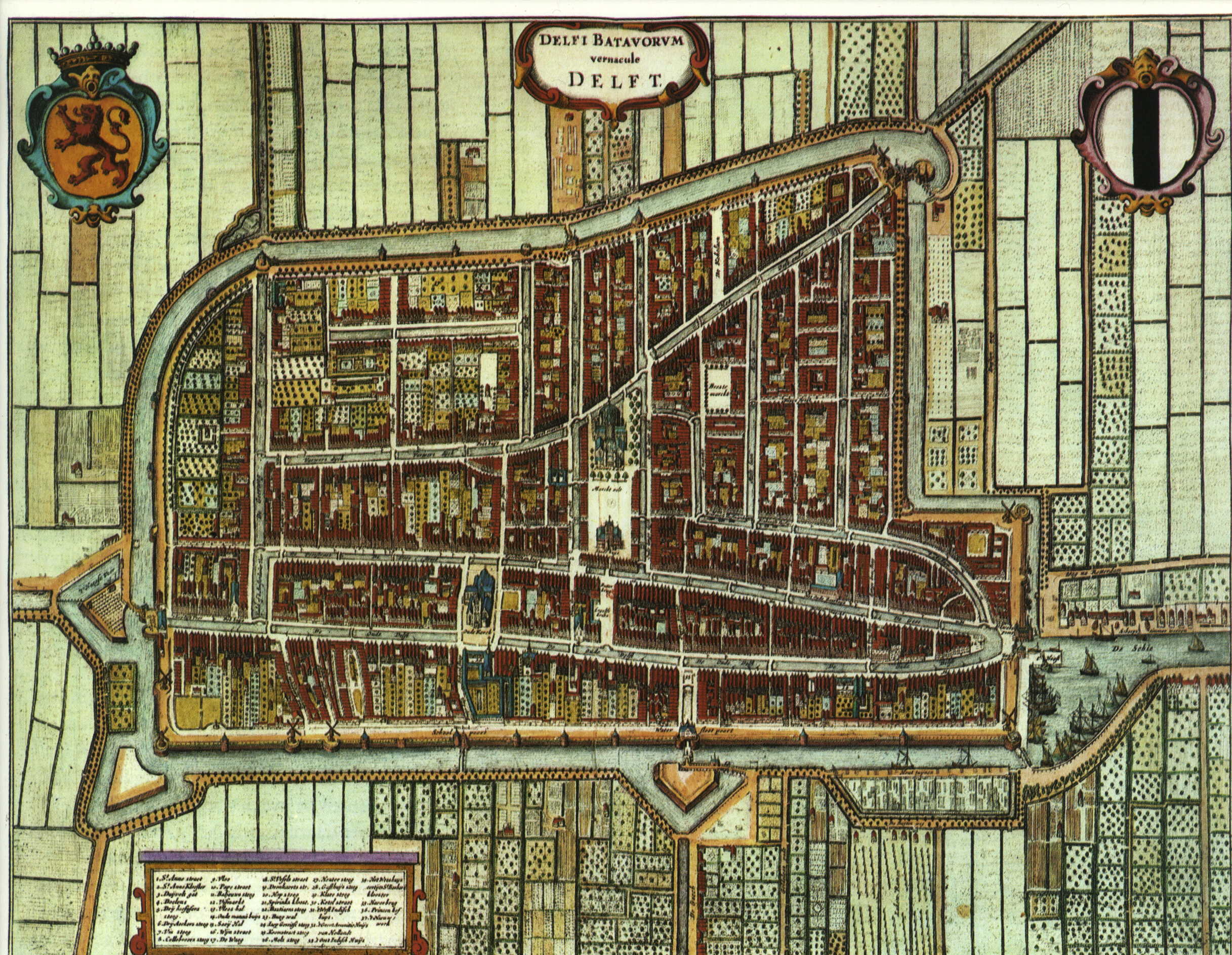
Joan Blaeu: Delft 1652

## Geboren

### Geburtsdatum gesichert
- 07. Januar: Johann Krieger, deutscher Organist und Komponist († 1735)
- 09. Januar: Axel Sparre, schwedischer Graf, Feldmarschall und Künstler († 1728)
- 24. Januar: Nicolas Chalon du Blé, französischer Militär, Diplomat und Außenminister († 1730)

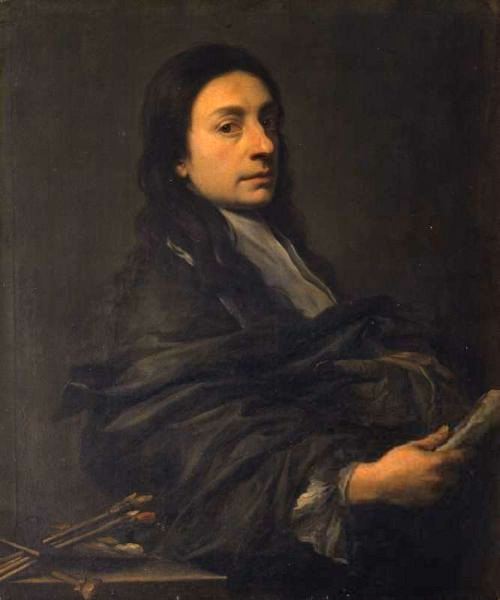
Anton Domenico Gabbiani

- 13. Februar: Anton Domenico Gabbiani, florentinischer Maler († 1726)
- 13. Februar: August, Herzog von Schleswig-Holstein-Sonderburg-Beck († 1689)
- 13. Februar: Johann Philipp von Greiffenclau-Vollraths, Fürstbischof von Würzburg († 1719)
- 18. Februar: Paul Gottfried Sperling, deutscher Mediziner († 1709)
- 12. März: Johann Heinrich Ernesti, deutscher Pädagoge und Rektor der Thomasschule zu Leipzig († 1729)
- 14. März: Benedicta Henriette von der Pfalz, Herzogin von Braunschweig-Calenberg († 1730)
- 26. März: Valerian Brenner, Baumeister des Vorarlberger Barocks († 1715)
- 28. März: Samuel Sewall, neuenglischer Kaufmann und Richter († 1730)
- 09. April: Christian Ulrich I., Herzog von Württemberg-Oels († 1704)
- 10. April: Gottfried Suevus der Jüngere, deutscher Rechtswissenschaftler († 1718)
- 16. April: Klemens XII., Papst seit 1730 († 1740)
- 21. April: Michel Rolle, Mitglied der Academie des sciences († 1719)
- 25. April: Giovanni Battista Foggini, italienischer Bildhauer und Architekt († 1725)
- 28. April: Magdalena Sibylla von Hessen-Darmstadt, Regentin des Herzogtums Württemberg und Kirchenlieddichterin († 1712)
- 05. Mai: Boris Petrowitsch Scheremetew, russischer Feldmarschall († 1719)
- 09. Mai: Johann Baptist Röschel, ungarischer Physiker und lutherischer Theologe († 1712)
- 11. Mai: Johann Philipp von Arco, kaiserlicher Feldmarschall-Leutnant († 1704)
- 12. Mai: Conrad Max Süßner, deutscher Bildhauer († nach 1696)
- 25. Mai: Johann Philipp von Lamberg, Fürstbischof von Passau († 1712)

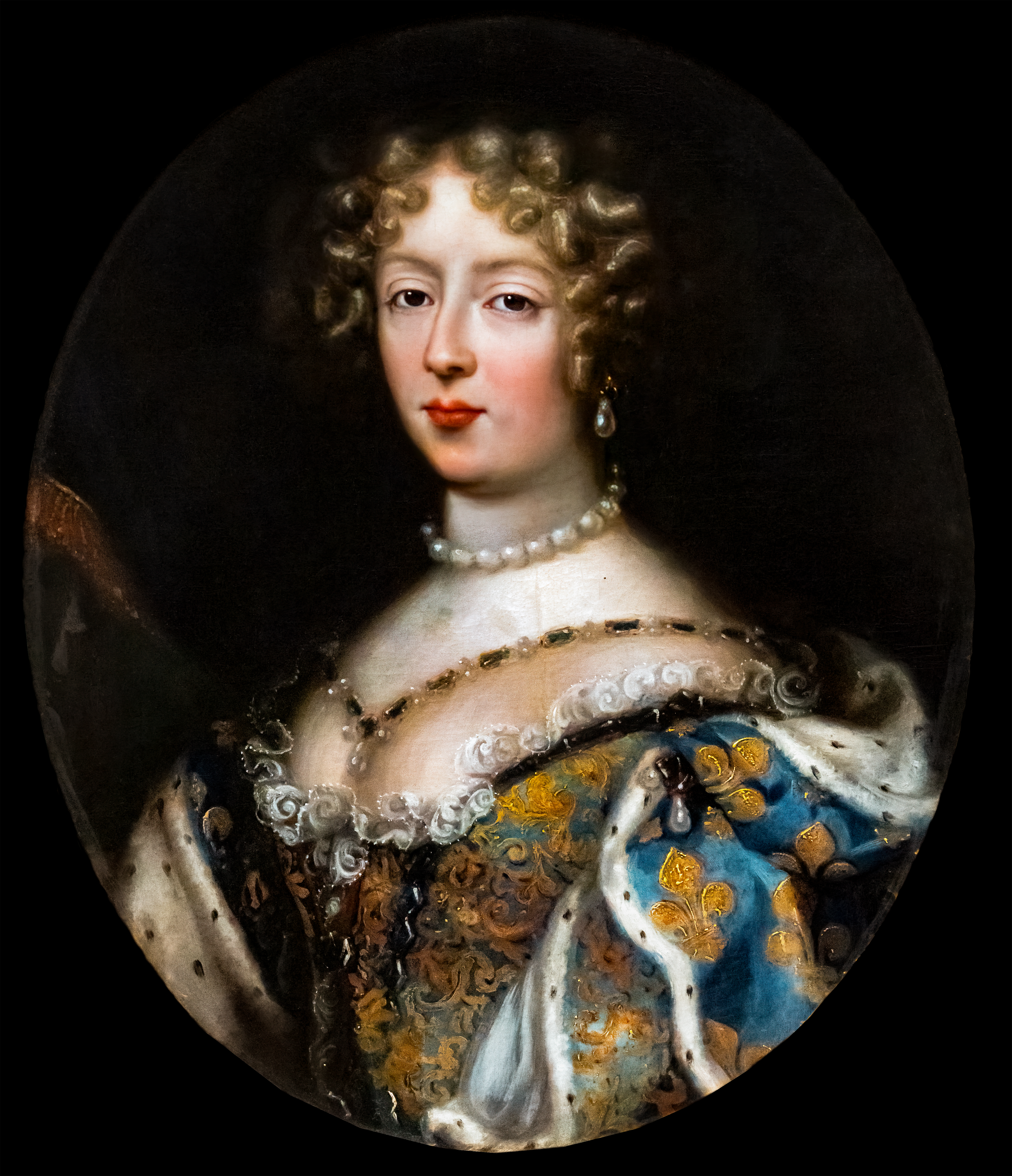
Liselotte von der Pfalz

- 27. Mai: Liselotte von der Pfalz, Herzogin von Orléans († 1722)
- 13. Juni: Raymundus Regondi, Abt des Stiftes Altenburg († 1715)
- 13. August: Johann Ernst Kregel von Sternbach, Leipziger Handelsherr, Ratsherr und Baumeister († 1731)
- 31. August: Ferdinando Carlo von Gonzaga-Nevers, Herzog von Mantua († 1708)
- 04. September: Jean Orry, französischer Ökonom, der in Spanien die Staatsverwaltung reformierte († 1719)
- 12. September: Friedrich Karl, Herzog von Württemberg-Winnental († 1698)
- 14. Oktober: Antoine Léger der Jüngere, Schweizer evangelischer Geistlicher und Hochschullehrer († 1719)
- 16. Oktober: Karl Wilhelm, regierender Fürst von Anhalt-Zerbst († 1718)
- 04. November: Marc René de Voyer de Paulmy, marquis d’Argenson, französischer Staatsmann († 1721)
- 18. November: Christfried Wächtler, deutscher Jurist und Polyhistor († 1732)
- 02. Dezember: Charlotte von Liegnitz-Brieg-Wohlau, Herzogin von Schleswig-Holstein-Sonderburg-Wiesenburg († 1707)
- 09. Dezember: Augustus Quirinus Rivinus, deutscher Mediziner und Botaniker († 1723)
- 11. Dezember: Andreas Wolff, deutscher Maler († 1716)

### Genaues Geburtsdatum unbekannt
- John Abell, schottischer Lautenist und Komponist († 1724)
- Andrea Belvedere, italienischer Maler († 1732)

## Gestorben

### Erstes Halbjahr
- 10. Januar: Sebastian Schobinger, Schweizer Mediziner und Bürgermeister (* 1579)
- 19. Januar: Wilhelm Slavata, Oberstlandkämmerer, Oberstkämmerer und Oberstkanzler von Böhmen (* 1572)
- 20. Januar: Thomas Greene, englischer Kolonialgouverneur von Maryland (* 1610)
- 30. Januar: Georges de la Tour, französischer Maler des Barock (* 1593)
- 000Januar: Jeremy Clarke, englischer Händler, Politiker und Offizier (* 1605)
- 04. Februar: Sigismund II. Rákóczi, Prinz von Siebenbürgen (* 1622)
- 07. Februar: Philipp Christoph von Sötern, ab 1610 Bischof von Speyer und ab 1623 Erzbischof und Kurfürst von Trier (* 1567)
- 17. Februar: Gregorio Allegri, italienischer Sänger und Komponist (* 1582)
- 26. Februar: David Kindt, deutscher Maler (* 1580)
- 17. April: Henry Howard, 22. Earl of Arundel, englischer Adeliger (* 1608)
- 20. April: Pietro della Valle, italienischer Reisender und Reiseschriftsteller (* 1586)
- 28. Februar: Arcangela Tarabotti, venezianische Nonne und Schriftstellerin
- 29. April: Balthasar Balduin, deutscher lutherischer Theologe (* 1605)
- 29. April: Heinrich von Wuthenau, deutscher Verwaltungsbeamter und Gelegenheitsdichter (* 1598)
- 05. Mai: Philipp Wilhelm von Innhausen und Knyphausen, ostfriesischer Kommunalpolitiker (* 1591)
- 10. Mai: Jacques Nompar de Caumont, Marschall von Frankreich (* 1558)
- 09. Juni: Anna Sophia, Prinzessin von Anhalt (* 1584)
- 10. Juni: Johann Bernhard zur Lippe, Landesherr der Grafschaft Lippe-Detmold (* 1613)
- 18. Juni: Johann Kasimir von Pfalz-Zweibrücken-Kleeburg, Pfalzgraf in schwedischen Diensten, Vater von Karl X., König von Schweden (* 1589)
- 19. Juni: Louis De Geer, niederländischer Kaufmann und Industrieller (* 1587)
- 21. Juni: Inigo Jones, führender Architekt im frühen 17. Jahrhundert in England (* 1573)
- 24. Juni: Andries Bicker, Regent und Bürgermeister von Amsterdam (* 1586)
- 24. Juni: Salomon Hirzel, Zürcher Politiker, Bürgermeister und Diplomat (* 1580)
- 25. Juni: Abraham von Franckenberg, schlesischer Mystiker (* 1593)

### Zweites Halbjahr
- 22. Juli: Jacques Specx, Generalgouverneur von Niederländisch-Ostindien (* 1585)
- 25. Juli: Bonaventura Peeters, flämischer Maler, Zeichner, Radierer und Dichter (* 1614)
- 30. Juli: Karl Amadeus von Savoyen , Herzog von Nemours und Pair von Frankreich (* 1624)
- 07. August: Markus Friedrich Wendelin, evangelischer Theologe (* 1584)
- 08. August: Johann Leuber, kursächsischer Gesandter bei den Westfälischen Friedensverhandlungen (* 1588)
- 09. August: Frédéric-Maurice de La Tour d’Auvergne, Herzog von Bouillon, französischer General (* 1605)
- 10. August: Georg Abel Ficker, kursächsischer Hof- und Justizrat, frühkapitalistischer Unternehmer und Rittergutbesitzer (* 1585)
- 12. August: Jakob De la Gardie, schwedischer Heerführer (* 1583)
- 18. August: Florimond de Beaune, französischer Mathematiker (* 1601)
- 23. August: John Byron, 1. Baron Byron, englischer Adeliger und Royalist (* 1598 oder 1599)
- 24. August: Otto Brokes, Lübecker Bürgermeister (* 1574)
- 24. August: Johan Adler Salvius, schwedischer Diplomat und Reichsrat (* 1590)
- 26. August: Ladislaus Esterházy, ungarischer Feldherr (* 1626)
- 27. August: Johann Christoph Meurer, Syndicus und Diplomat der Hansestadt Hamburg (* 1598)
- 02. September: Jusepe de Ribera, spanischer Maler (* 1591)
- 05. September: Friedrich Leibnütz, deutscher Notar, Philosoph und Ethiker (* 1597)
- 07. September: Patrick Young, schottischer Gelehrter (* 1584)
- 12. September: Franz Ico von Frydag, deutscher Offizier und Diplomat (* 1606)
- 12. September: Johann von Werth, deutscher General im Dreißigjährigen Krieg (* 1591)
- 16. September: Dirck Janszoon Sweelinck, niederländischer Organist und Komponist (* 1591)
- 27. September: Sophie Hedwig von Schleswig-Holstein-Sonderburg-Glücksburg, holsteinische Prinzessin, designierte Herzogin von Sachsen-Zeitz (* 1630)
- 28. September: Jan Asselijn, niederländischer Landschafts- und Historienmaler (* um 1610)
- 30. September: Abraham Keyser, deutscher Jurist und Diplomat (* 1603)
- 05. Oktober: Willem Cornelisz Backer, Bürgermeister und Regent von Amsterdam (* 1595)
- 20. Oktober: Antonio Coello, spanischer Schriftsteller (* 1611)
- 30. Oktober: Georg Anton von Rodenstein, Bischof von Worms (* 1579)
- 07. November: Heinrich, Graf von Nassau-Siegen, niederländischer Feldherr (* 1611)
- 30. November: Franz von Lodron, Bischof von Gurk (* 1614)
- 01. Dezember: Samuel Edel, deutscher lutherischer Theologe (* 1593)
- 23. Dezember: John Cotton, englischer anglikanischer Theologe und puritanischer Geistlicher in Boston (* 1585)
- 26. Dezember: Johann Angelius Werdenhagen, deutscher Philosoph und Diplomat (* 1581)

### Genaues Todesdatum unbekannt
- September: Ralph Hopton, 1. Baron Hopton, königstreuer Kommandant im Englischen Bürgerkrieg (* 1598)
- Andries van Eertvelt, flämischer Maler (* 1590)
- Ambrosius Petruzzy, italienischer Steinmetz und Bildhauer
- Hans Reyff (* um 1570), Politiker in Freiburg im Üechtland
- Humphrey Salwey, englischer Politiker (* um 1575)